# Communauté de communes de la Haute Moselotte
Die Communauté de communes de la Haute Moselotte ist ein ehemaliger französischer Gemeindeverband mit der Rechtsform einer Communauté de communes im Département Vosges in der Region Grand Est. Der Gemeindeverband wurde am 13. Dezember 2001 gegründet und umfasste fünf Gemeinden. Der Verwaltungssitz befand sich im Ort Cornimont. Alle Mitgliedsgemeinden lagen mit Ausnahme von Ventron an der oberen Moselotte, einem Mosel-Zufluss in den Vogesen.
Mit Wirkung vom 1. Januar 2017 fusionierte der Gemeindeverband mit der Communauté de communes de Gérardmer-Monts et Vallées und der Communauté de communes Terre de Granite und bildete so die Nachfolgeorganisation Communauté de communes des Hautes Vosges.

## Ehemalige Mitgliedsgemeinden
1. La Bresse
2. Cornimont
3. Saulxures-sur-Moselotte
4. Thiéfosse
5. Ventron